# Pasaporte singapurense
El pasaporte singapurense es un documento de viaje y un pasaporte emitido a ciudadanos y nacionales de la República de Singapur. Permite al portador salir y volver a entrar en Singapur libremente; viajar hacia y desde otros países de acuerdo con los requerimientos de visado, así como para obtener asistencia de los funcionarios consulares de Singapur en el extranjero, en el caso de que sea necesario.
Todos los pasaportes de Singapur son emitidos exclusivamente por la Autoridad de Inmigración y Puntos de Control (ICA) en nombre del Ministerio del Interior. Solo los ciudadanos de Singapur son elegibles para este pasaporte. El pasaporte es válido por diez años. A partir de 2022, el pasaporte de Singapur es el segundo pasaporte más poderoso del mundo con acceso sin visado o visado a la llegada a 192 países y territorios, junto con el pasaporte de Corea del Sur.
El pasaporte de Singapur es un objetivo popular para los falsificadores debido a la gran cantidad de territorios sin requisitos de visado para los singapurenses, así como por la tendencia de los funcionarios de inmigración a aprobar más rápidamente a los titulares de pasaportes de Singapur. Por lo tanto, la Autoridad de Inmigración y Puntos de Control ha adoptado varias medidas para evitar las falsificaciones, al añadir fotos digitales y tinta especial desde octubre de 1999, y la conversión a un pasaporte biométrico desde agosto de 2006.
En 2017, el pasaporte de Singapur era considerado el pasaporte más poderoso del mundo.

## Historia

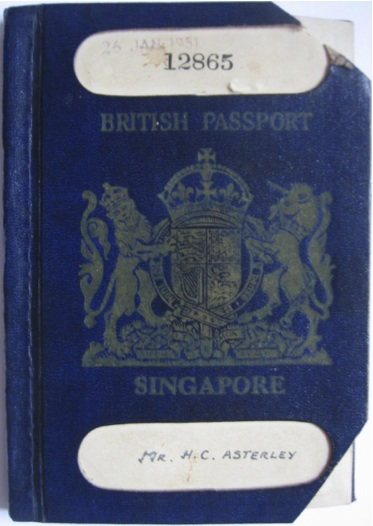
Pasaporte británico de Singapur del novelista H. C. Asterley, emitido en 1951.

La primera versión del pasaporte moderno de Singapur se introdujo el 20 de junio de 1966, en sustitución del pasaporte provisional de Singapur emitido el 17 de agosto de 1965. Entre 1963 y 1965, se emitieron pasaportes de Malasia a los residentes de Singapur cuando formaba parte de Malasia, y los pasaportes británicos se emitieron antes de 1963. Los Acuerdos del Estrecho, de los cuales Singapur fue su capital desde 1832 hasta 1946, también permitieron la emisión de  pasaportes antes de la Segunda Guerra Mundial.

### Pasaporte restringido de Singapur (cubierta azul)
Entre 1967 y 1999, Singapur también emitió un pasaporte restringido con una cubierta azul principalmente para viajar a Malasia Occidental. El pasaporte restringido se concibió debido al hecho de que muchos singapurenses viajarían regularmente a Malasia Occidental por negocios y placer. El pasaporte restringido dejó de emitirse después de 1999 debido a la falta de demanda, por lo que el pasaporte rojo de Singapur se consideró el único documento de viaje válido para viajes al extranjero de ciudadanos singapurenses a partir del 1 de enero de 2000.

## Validez
Los nuevos pasaportes emitidos a partir del 1 de octubre de 2021 para personas de 16 años o más tienen una validez de 10 años. La principal razón para este cambio es la mayor confianza del gobierno en la seguridad de los pasaportes biométricos.

## Pasaporte biométrico
Desde el 15 de agosto de 2006, todos los pasaportes de Singapur emitidos son biométricos. Una de las principales razones de esta modificación es cumplir con los requisitos del Programa de exención de visa de Estados Unidos. Las características también ayudan a prevenir la falsificación y minimizar el abuso de los pasaportes de Singapur. Los pasaportes biométricos contienen 64 páginas, a diferencia de los pasaportes de lectura mecánica, que contienen 96 páginas. Un pasaporte cuesta 80 S$. Se puede solicitar el pasaporte por Internet, por correo o por caja de depósito. Los solicitantes tienen que recoger el pasaporte personalmente. Sin embargo, si la solicitud se realiza en persona en una misión de Singapur en el extranjero, tendrá un costo equivalente a 80 S$ en moneda extranjera.
El 26 de octubre de 2017 se introdujo un nuevo diseño de pasaporte biométrico de Singapur. Cuenta con una cubierta frontal rediseñada, así como varias características de seguridad nuevas, como una imagen láser múltiple con la forma de la isla de Singapur y un bloqueo de la imagen del titular del pasaporte que se puede ver como una imagen positiva o negativa cuando se encuentra inclinado y visto bajo una fuente de luz. Los nuevos diseños de páginas de visados incluyen los Jardines Botánicos de Singapur, Esplanade, Marina Barrage, Gardens by the Bay, Singapore Sports Hub y Punggol New Town. Reemplazaron así los diseños anteriores de páginas de visas de Central Business District y Esplanade.

## Apariencia física

### Portada

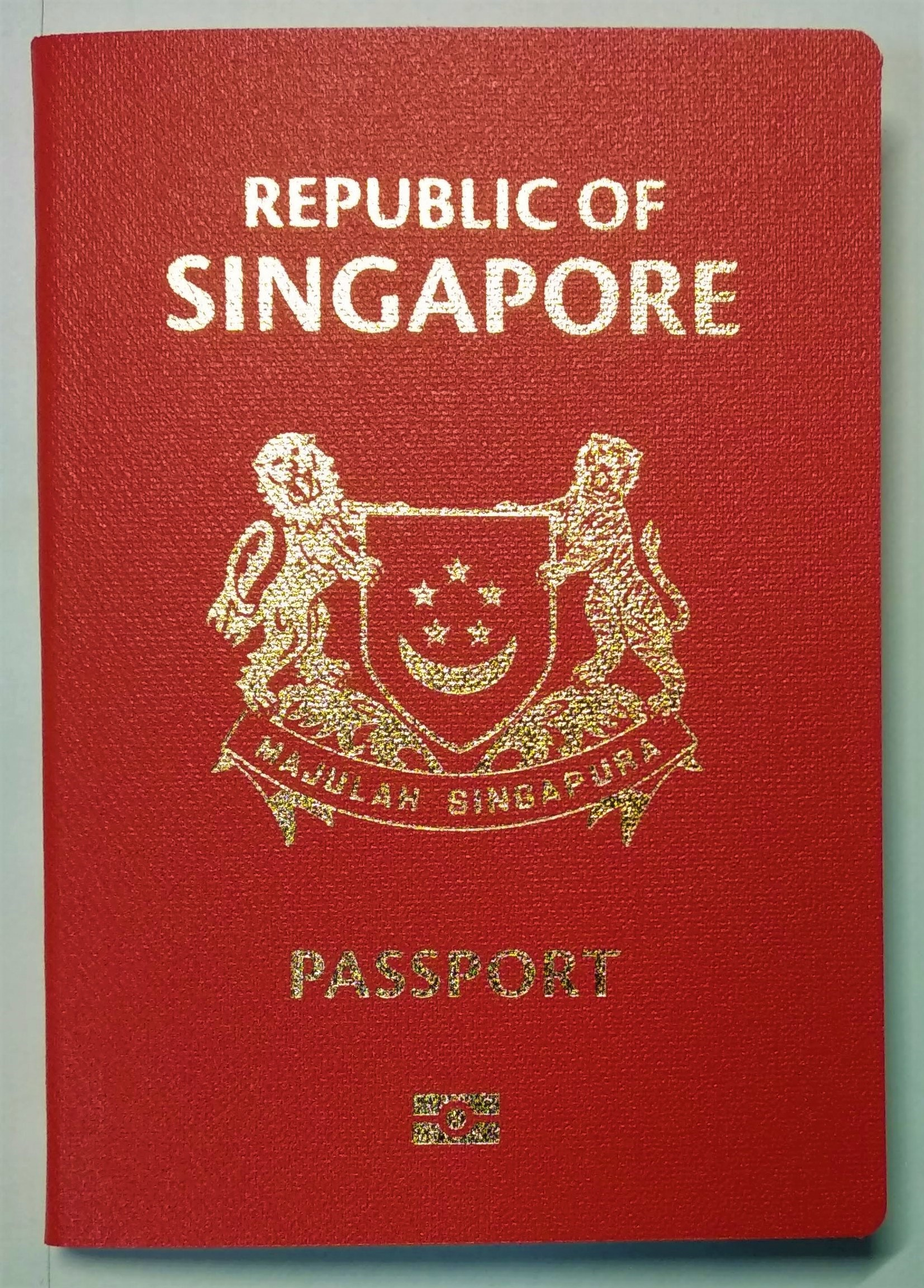
Diseño de portada del pasaporte biométrico de Singapur emitido desde 2017.

Los pasaportes de Singapur son de color naranja, con las palabras "REPUBLIC OF SINGAPORE" inscritas en la parte superior de la portada y el escudo de armas de Singapur estampado en el centro de la portada. El lema y el título del himno nacional de Singapur, Majulah Singapura, está inscrito en el pergamino del escudo de armas, mientras que la palabra "PASSPORT" está inscrita debajo. El símbolo del pasaporte biométrico  aparece en la parte inferior de la portada bajo la palabra "PASSPORT".

### Página de información
Los pasaportes de Singapur incluyen los siguientes datos en la página de información:
- (izquierda) Foto del portador del pasaporte
- Tipo (PA – pasaporte biométrico)
- Código del estado emisor (SGP)
- Número de pasaporte
- Nombre completo
- Sexo (género)
- Nacionalidad (ciudadano de Singapur)
- Fecha de nacimiento
- Lugar de nacimiento
- Fecha de emisión
- Fecha de expiración
- Modificaciones
- Autoridad
- Número de identificación nacional

La página de información termina con la zona de lectura mecánica.

### Chip biométrico
El chip incorporado almacena la fotografía digitalizada del propietario, el nombre, el sexo, la fecha de nacimiento, la nacionalidad, el número de pasaporte y la fecha de vencimiento del pasaporte. Esta es la misma información que aparece en la página de información impresa de cada pasaporte. La tecnología de reconocimiento facial se introdujo con el lanzamiento del pasaporte electrónico para mejorar la verificación de identidad y reducir el fraude relacionado con la identidad. Más tarde se agregaron imágenes de iris para complementar la huella digital biométrica.

## Requisitos de visado
Los requisitos de visado para los ciudadanos de Singapur son las restricciones administrativas de entrada por parte de las autoridades de otros estados que se imponen a los ciudadanos de Singapur. A fecha del 19 de septiembre de 2022, los ciudadanos de Singapur tenían acceso sin visado o con visado a la llegada a 192 países y territorios, lo que sitúa al pasaporte de Singapur como el segundo más poderoso del mundo y de Asia (empatado con el pasaporte de Corea del Sur) en términos de libertad de viaje, según el índice de restricciones de Visa.
A partir de enero de 2022, los pasaportes de Singapur, Brunéi, Japón y San Marino son los únicos que permiten la entrada sin visa o la autorización electrónica de viaje a las cuatro economías más grandes del mundo, las cuales son, China, India, la Unión Europea y los Estados Unidos. Singapur es actualmente el único país desarrollado del mundo cuyos ciudadanos pueden ingresar a Cuba sin tarjeta de turista o visado.

## Doble nacionalidad
La doble nacionalidad está prohibida por el gobierno de Singapur. Un ciudadano con doble nacionalidad puede haber adquirido la ciudadanía por nacimiento en un país extranjero, por descendencia de un padre ciudadano extranjero o por registro. Los ciudadanos de Singapur que voluntaria e intencionalmente adquieran la ciudadanía de un país extranjero después de los 18 años pueden ser privados de su ciudadanía de Singapur por el Gobierno. Los extranjeros que se naturalizan como ciudadanos de Singapur deben renunciar a todas las nacionalidades extranjeras. Las personas que nacieron fuera de Singapur y tienen al menos un padre que es ciudadano de Singapur pueden registrarse en un consulado de Singapur dentro de un año para adquirir la ciudadanía de Singapur por descendencia. Sin embargo, aquellas personas que adquieran la ciudadanía extranjera (por nacimiento en un país jus soli o por naturalización en otro país a una edad temprana) deben elegir una ciudadanía antes de cumplir los 22 años de edad.

## Problemas del servicio militar obligatorio
Todos los ciudadanos varones deben ser reclutados durante dos años para realizar el servicio militar obligatorio. Anteriormente, el gobierno de Singapur tenía la política de limitar la validez del pasaporte para niños mayores de 11 años. Antes de viajar, tenían que solicitar una extensión de 9 meses de sus pasaportes. El gobierno de Singapur ha declarado que el objetivo de tales medidas de control de salida es para recordar que sus ciudadanos deben realizar el servicio militar obligatorio.
Dado que el nuevo pasaporte biométrico no permite tales modificaciones, el Ministerio de Defensa tomó la decisión de eliminar los pasaportes de validez limitada. Todavía se necesitan permisos de salida para viajes al extranjero que duren más de tres meses.